# Горная промышленность Пакистана
Горнодобывающая промышленность в Пакистане развивается с 1947 года и имеет положительную динамику.
Разведку и разработку рудных полезных ископаемых в Пакистане контролирует государственная компания Pakistan Mineral Development Corporation, головной офис которой расположен в г. Карачи. Структурно PMDC подчиняется министерству нефти и природных ресурсов Пакистана.

## Общая характеристика
Горнодобывающая промышленность: в стране добывают каменный уголь, природный газ, магнезит, серу, каменную соль и прочее. На рубеже 20-21 века горнодобывающая промышленность давала всего 0,5 % ВВП. Наибольшее значение имеет добыча природного газа, на долю которого приходится 35 % потребляемой энергии.
Таблица — Динамика добычи основных видов минерального сырья в Пакистане, тыс. тонн *
| Минеральное сырьё и изделия из него | 1999   | 2000  | 2001  |
| Арагонит и мрамор                   | 408    | 582   | 468   |
| Глина                               | 1 200  | 1 275 | 1 130 |
| Барит                               | 20,5   | 21, 2 | 27,1  |
| Боксит                              | 9,2    | 8,7   | 5,9   |
| Бентонит                            | 15,6   | 13,8  | 10,7  |
| Мел                                 | 6,5    | 7,7   | 7,7   |
| Китайская глина                     | 58,3   | 49,6  | 55,6  |
| Хромит                              | 13,9   | 26,8  | 9,9   |
| Ископаемый уголь                    | 3 203  | 3 117 | 3 262 |
| Доломит                             | 327    | 288   | 257   |
| Полевые шпаты                       | 25     | 43    | 30    |
| Огнеупорная глина                   | 166    | 144   | 153   |
| Сукновальная глина                  | 19     | 15,3  | 13,4  |
| Гипс                                | 284    | 377   | 624   |
| Известняк                           | 9 870  | 9 884 | 9 607 |
| Магнезит                            | 4,9    | 3,6   | 3,0   |
| Каменная соль                       | 1 275  | 1 313 | 1 393 |
| Диоксид кремния                     | 176    | 162   | 145   |
| Талькохлорит                        | 56,6   | 54,4  | 30,8  |
| Сера из нефти и газа                | 21,95  | 20,19 | 17,18 |
| Суперфосфат                         | 104    | 129   | 173   |
| Нитрат амония                       | 335,9  | 377,4 | 360,4 |
| Нитрофосфат                         | 258,7  | 271,3 | 307,8 |
| Цемент                              | 10 121 | 9 075 | 9 545 |
| Каменноугольный кокс                | 676,6  | 725,3 | 713,6 |
| Чугунные болванки                   | 1 140  | 1 132 | 1 384 |

- Mining Annual Review 2002

## Отдельные отрасли
Нефть и газ. Основные газопромыслы связанные трубопроводами с крупными промышленными центрами. Добыча нефти (округ Дхулиян), которую перерабатывают на заводе в Равалпинди, удовлетворяет лишь 15 % потребностей страны, нефтеперерабатывающие заводы в Карачи работают на импортной нефти.
Национальной нефтегазовой компанией Пакистана является Oil and Gas Development Company Ltd. (OGDCL). По состоянию на 2002 г. компания OGDCL оценивала свои запасы нефти и газа в 21 млн т нефти и 293 млрд м³ природного газа. В 2001 году OGDC произвела 1,04 млн тонн нефти, 7,74 млрд. м³ природного газа, 61,0 тыс. тонн сжиженного нефтяного газа и 14,1 тыс. тонн серы.
В 2003 итальянская компания Eni начала промышленную добычу на газовом месторождении Бхит, расположенном в 180 км севернее Карачи в районе национального парка Киртхар. Месторождение, разрабатывается под управлением Eni (доля в акционерном капитале — 40 %), имеет запасы 172 млн барр. нефти. Добыча на месторождении достигло устойчивого уровня более 40 тыс. барр. / сутки; газ поступает на внутренний рынок. На освоение месторождения было потрачено 236 млн долларов США, из которых инвестиции Eni составляли 94 млн. долларов Другие участники проекта: Kirthar Petroleum (часть корпорации Shell) — 28 %, OGDCL — 20 % и Premier-Kufpec Pakistan — 12 % [Petroleum Economist, 2003. V.70].
В 2002 году в Хайбер-Пахтунхва (провинция Пакистана) было произведено первое открытие газового месторождения в этом регионе. Запасы газа месторождения Манзалай (Manzalai) оценены в 28 млрд куб.м. Месторождение содержит также конденсат [Petroleum Economist. 2003. V.70]. Потенциальная добыча в Манзалае может составлять 1 млн м³/сутки газа и 230 барр./сутки конденсата. Права на месторождение имеют компании: венгерская MOL (10 %, оператор), Pakistan Petroleum (30 %), OGDC (30 %), Pakistan Oilfields (25 %) и Government Holdings (5 %). [Petroleum Economist, 2003. V.70].
Импорт природного газа. Внутреннее производство природного газа в Пакистане составляет примерно 41 млрд м³ в год и стагнирует в связи с ограниченностью местной сырьевой базы. При этом спрос на газ продолжает расти, особенно в сферах электроэнергетики, промышленности, производства минеральных удобрений и ЖКХ. В этой связи власти страны прорабатывают различные варианты импорта этого энергоносителя.
Первым вариантом стал проект строительства экспортного газопровода из Ирана. Переговоры об этом начались ещё в 1990 году. Соответствующий проект разрабатывался при участии австралийской компании BHP, однако в силу разных политических и экономических причин осуществление проекта неоднократно откладывалось.
С подписанием соглашения об экспорте 18 млрд м³ природного газа из Туркменистана по газопроводу TAPI, который планируется проложить через территорию Афганистана, у Ирана появился серьёзный конкурент.
В марте 2015 г. в порту Касим (Карачи) был введён в строй первый плавучий регизафикационный СПГ-терминал в Пакистане, который эксплуатирует компания Engro Vopak. Мощность терминала - 3,8 млн т СПГ в год (5,2 млрд м³ газа). Основной поставщик СПГ на терминал - Катар.
Другие полезные ископаемые. В небольшом количестве добывают уголь, каменную соль (Соляной хребет), гипс (Сиби), а также хромиты (округ Хиндубаг), идущие в основном на экспорт.